# アフォンソ・ペーナ国際空港
アフォンソ・ペーナ国際空港（葡: Aeroporto Internacional Afonso Pena）は、ブラジルのパラナ州クリチバ近郊に位置する国際空港。かつての大統領アフォンソ・ペーナを記念して命名された。

## 概要
クリチバ市の南およそ14kmの地点に位置する州内最大の空港である。パラナ州の南に隣接するサンタカタリナ州最大の都市ジョインヴィレなど、広域から利用客を集めている。
パラナ州はアルゼンチン、パラグアイに比較的近いため、近隣国への国際便も発着している。

## ターミナル
旅客需要の高まりにより、1996年に旅客ターミナルが一新され、3フロアで29,400平方メートルの規模と6つのボーディングブリッジを持つこととなった。各フロアは、1階が到着ロビー、2階が出発ロビーと各航空会社の窓口、3階が店舗など。それ以前の旅客ターミナルは貨物専用となった。

## 空港アクセス
タクシーや自家用車でのアクセスの他、クリチバ市との間では市営バスのほか、空港と市内各所を結ぶ民営の専用小型バスが運行されている。
クリチバ市営のバスは「Linha Direta」による運行のため、最も安価で速く市中心部へアクセスできる。

## 天皇訪問に際しての出来事

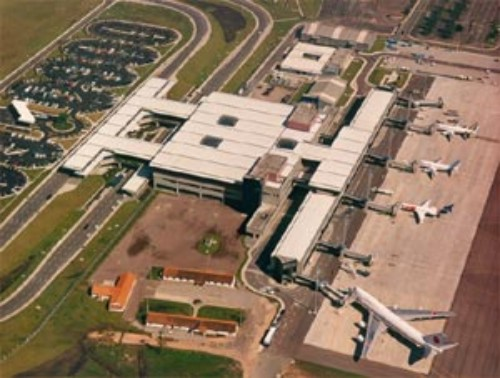
アフォンソ・ペーナ国際空港と駐機中の日本国政府専用機。ボーイング747型機の運用は想定していないため、白っぽい舗装をされた本来の作業エリアから機体がはみ出してしまっている

1997年に日本の明仁天皇がブラジルを訪問した際、日系ブラジル人が多く在住するパラナ州クリチバ市も訪問することとなったが、当空港の滑走路はメイン滑走路でも2,200メートルと比較的短く、これは日本国政府専用機のベース機であるボーイング747の運用にあたって通常求められる2,500メートルを満たしておらず、天皇来訪に際しては、着陸後・離陸前の機動において狭い空港内で脱輪などの支障が起きることも含め、空港設備について懸念が持たれていた。そのため、実際の来訪に先立ち予備機も含めた2機の政府専用機を用いて予行演習が行われたというエピソードがある。
この来訪に際しては本番の離着陸でも問題は起きず、日本の政府専用機の巨体は天皇を出迎えたクリチバ市民と空港関係者を驚かせることとなり、10年を経た今日においても当時を知る空港関係者の間では語り草となっている。

## 主な就航航空会社
- ゴル航空
- アズールブラジル航空
- LATAM ブラジル
- アルゼンチン航空

## 主な就航路線

### 国内線
- フォスドイグアス、ロンドリーナ、フロリアノポリス、ポルト・アレグレ、サンパウロ/コンゴニャス、サンパウロ/グアルーリョス、カンピーナス、リオデジャネイロ/ガレオン、ブラジリア、ベロオリゾンテ、サルヴァドール、フォルタレザ、カンポグランデ

### 国際線
- ブエノスアイレス、モンテビデオ、サンティアゴ、リマ